# Darrell Green (Musiker)
Darrell Green (* um 1993) ist ein US-amerikanischer Jazzmusiker (Schlagzeug), der u. a. auf dem Post Bop aufbaut.

## Leben und Wirken
Green, dessen Vater als Bassist tätig war, begann bereits im Kindesalter Schlagzeug zu spielen. Schon mit sieben Jahren hatte er erste Auftritte in der Kirchengemeinde seiner Familie. Während seiner Schulzeit in Oakland spielte er in diversen Bands. Er besuchte das College am California Institute of the Arts, an dem er sich mit Jazz-Studien und afrikanischer Perkussion beschäftigte. In der San Francisco Bay Area arbeitete er dann als Musiker in verschiedenen Genres, bevorzugt im Jazz; 2001 begann er mit Lavay Smith und ihren Red Hot Skillet Lickers zu touren und gründete auch ein Trio mit dem Gitarristen Julian Lage und dem Bassisten David Ewell. Zwei Jahre später trat Green dem Quintett von Dave Ellis bei und trat beim Monterey Jazz Festival auf;
2005 erhielt Green ein Stipendium an der Manhattan School of Music und zog nach New York, wo er zudem mit David Was, den Saxophonisten J. D. Allen III und Sherman Irby sowie dem Quartett von Myron Waldon & Daron Barrett arbeitete. Zudem tourte er mit James Hurt, James Zollar, Jesse Davis, Stacy Dillard, Pharoah Sanders, Dr. Lonnie Smith, Sherman Irby, Steve Turre, Faye Carol und Jeremy Pelt. Weiterhin spielte er mit Red Holloway, Plas Johnson, Marlena Shaw, Stefon Harris,  und Jay McShann; daneben arbeitet er mit eigenen Formationen, u. a. mit Camille Thurman, mit der er verheiratet ist. Im Bereich des Jazz war er zwischen 2000 und 2014 an 17 Aufnahmesessions beteiligt. Gegenwärtig (2019) leitet er ein Quintett, dem Wallace Roney Jr. (Trompete), Jordan Young (Altsaxophon), Elijah Easton (Tenorsaxophon) und Tom DiCarlo (Bass) angehören.